# Илоци
Илоци, познатији и као Илокано, су аустронезијски народ. На Филипинима чине око 9,8% укупног становништва па су према томе трећи народ по бројности, после Тагала (28,1%) и Себуано (13,1%). Углавном настањују регион Илокос на северозападу Лузона. На Филипинима их има око 9.896.180.

## Етимологија
Не постоји сагласност о пореклу имена овог народа, али верује се да термин Илокано потиче од речи Илоко, конјугације речи I (значи са) и look (са значењем залив, што буквално значи људи залива.

## Етничка домовина
Илокандија се сматра традиционалном домовином овог народа. Осим на западним подручјима северног Лузона, Илокандија се највише ширила према долини Кагајан и нешто касније према централном Лузону.

## Демографија
Процењује се да има укупно 10,3 милиона Илока широм света. Неки Илоци су кордиљеранске крви.

### Језик
Многи Илоци су говорници језика илокано, који припада малајско-полинежанској групи аустронезијске породице језика. Међу њима су заступљени језици тагалог, који је такође аустронезијски језик, као и енглески, који спада у германску групу индоевропске породице језика.

### Религија
Илоци углавном припадају римокатоличкој вери, али мањим делом исповедају протестантизам, анимизам, ислам и будизам.

### Дијаспора
Исељење Илока из својих првобитних станишта почиње у раном 20. веку. Од 1903. више од 290.000 Илочана су населили Централни Лузон, долину Кагајан и Манилу. Више од 180.000 њих настањују Пангасинан, Тарлак и област Нуева Екија. Око 50.000 су населили долину Кајаган, око половине те популације (25.000) живела је у Изабели.
Илочка дијаспора се наставља 1906. године и насељавају САД, нарочито Хаваје и Калифорнију. Највећи број њих су билингвални са језиком тагалог. Многи од Американаца филипинског порекла су илочког порекла. Процењује се да на Хавајима чине 85% свих Филипинаца.
Процењује се да изван Филипина има око 400.000 Илока.

## Историја
У периоду између 2. и 3. века пре нове ере миграција говорника аустронежанских језика са Борнеа завршава се да обалама северозападног Лузона. Они су били најновији од три таласа миграције на подручје Филипина познатијих и као Малајци. Пре него што су ови народи населили подручје Филипина, настањеници северозападног Лузона су били другачији аустронежански народи, од којих су настали народи попут Иснег, Тингван, Калинга, Бонток, као и друга племена колективно познатија као Ифугао. Пре него што је стигао народ Ифугао живели су негритоси (или црнчићи).